# Tilloy-lez-Marchiennes
Tilloy-lez-Marchiennes (Aussprache [tilˈwa le maʁˈʃjɛn]) ist eine französische Gemeinde mit 538 Einwohnern (Stand: 1. Januar 2022) im Département Nord in der Region Hauts-de-France. Sie gehört zum Arrondissement Douai und ist Mitglied im Gemeindeverband Communauté d’agglomération Cœur d’Ostrevent. Die Einwohner werden Tillotins und Tillotines genannt.

## Geographie
Die Gemeinde Tilloy-lez-Marchiennes liegt etwa 16 Kilometer ostnordöstlich von Douai und 16 Kilometer westnordwestlich von Valenciennes am Canal du Décours. Umgeben wird Tilloy-lez-Marchiennes von den Nachbargemeinden Beuvry-la-Forêt im Nordwesten und Norden, Sars-et-Rosières im Nordosten, Brillon und Bousignies im Osten, Hasnon im Südosten, Warlaing im Süden sowie Marchiennes im Südwesten und Westen.

## Bevölkerungsentwicklung
| Jahr                       | 1962 | 1968 | 1975 | 1982 | 1990 | 1999 | 2006 | 2013 | 2021 |
| Einwohner                  | 218  | 199  | 197  | 226  | 283  | 405  | 510  | 568  | 528  |
| Quellen: Cassini und INSEE |      |      |      |      |      |      |      |      |      |

## Sehenswürdigkeiten
- Kapelle Notre-Dame

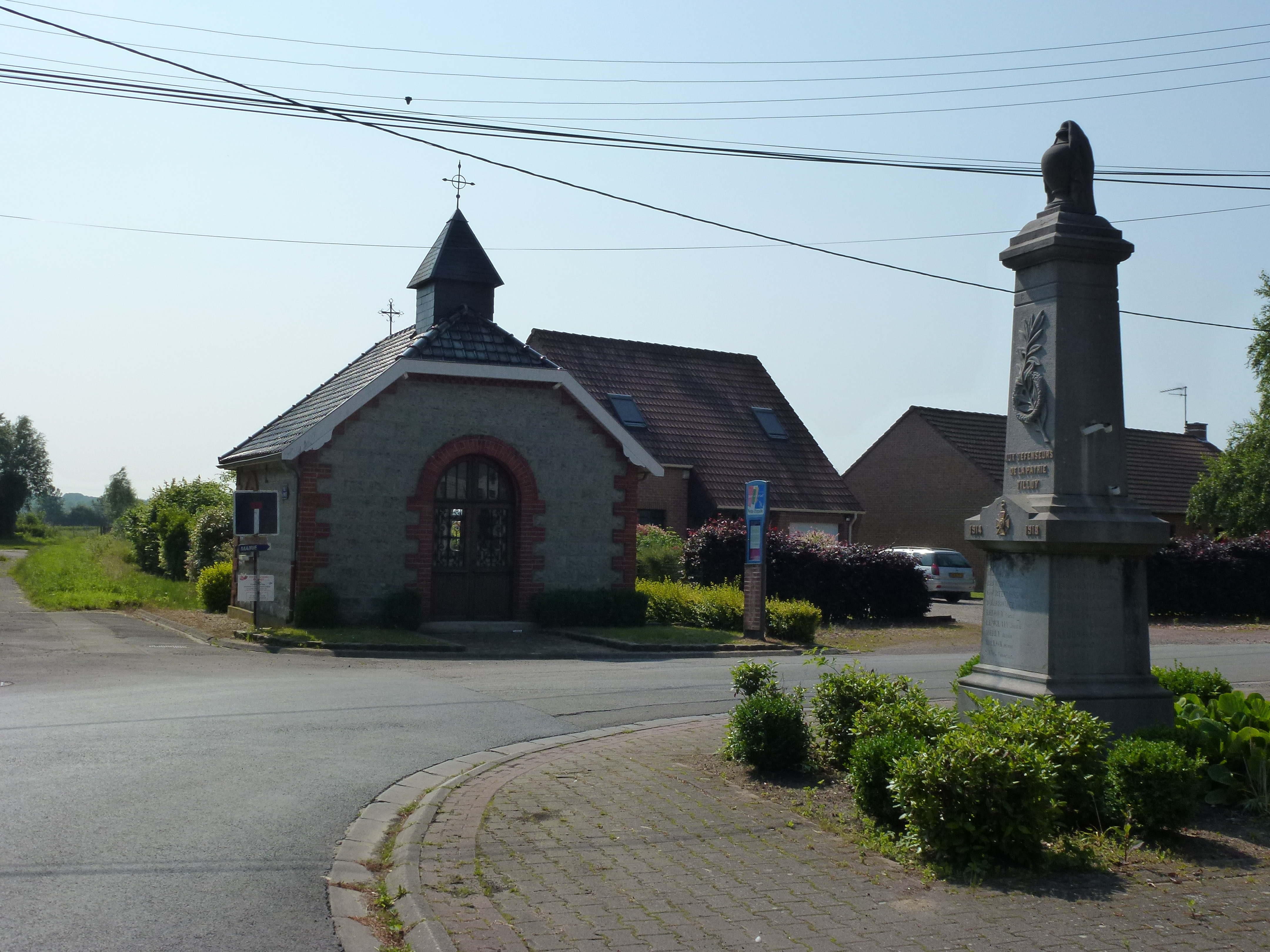
Kapelle Notre-Dame und Gefallenendenkmal
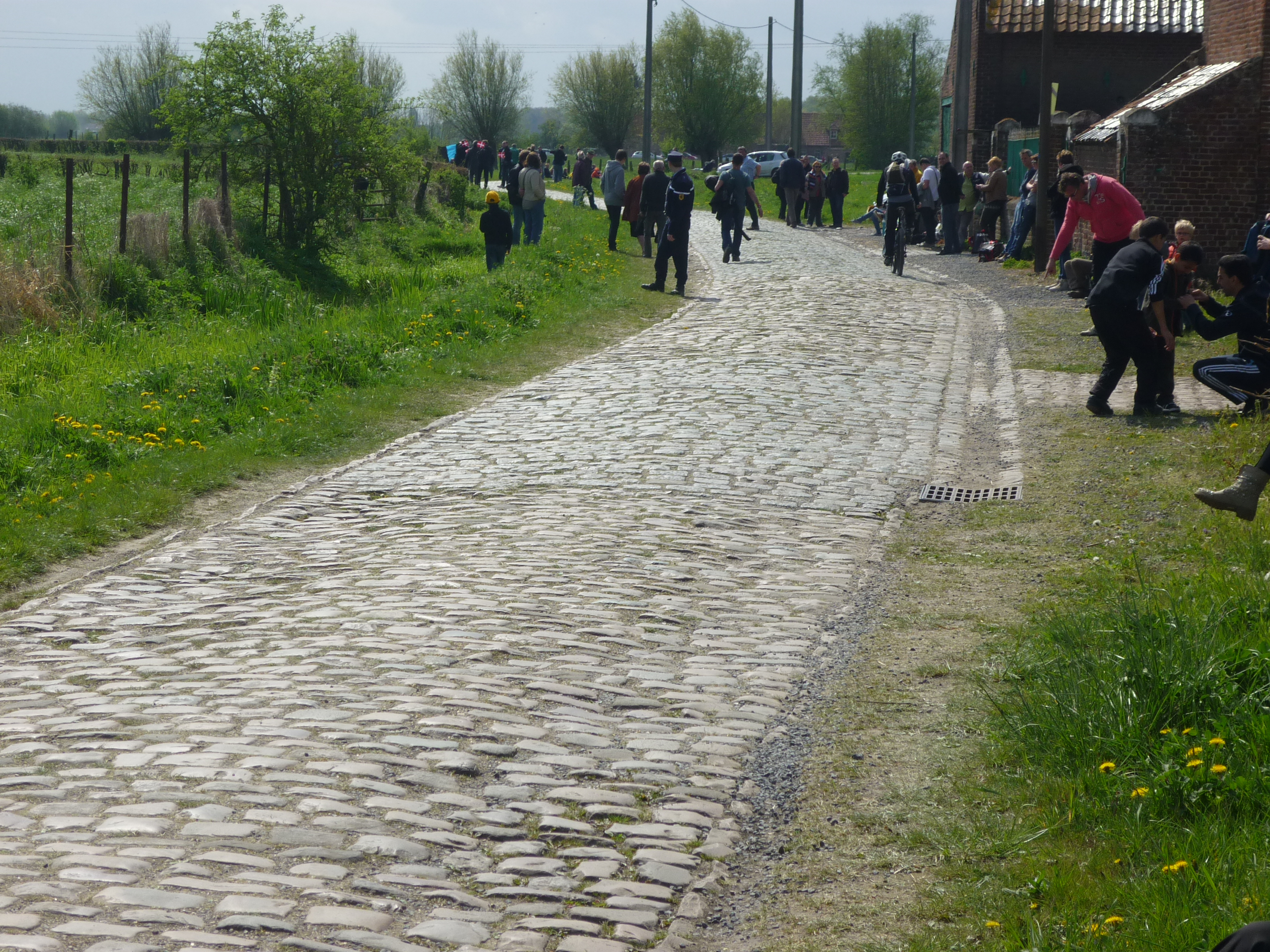
Kopfsteinpflasterstraße in Tilloy